# Oleg Moïsseïev
Pour les articles homonymes, voir Moïsseïev.
Oleg Moïsseïev est un joueur d'échecs russe né le 6 mai 1925 à Moscou et mort en 2002. Maître international en 1970, il reçut le titre de Grand maître international du jeu d'échecs par correspondance en 1977.

## Biographie et carrière
Moïsseïev faisait partie de l'école des jeunes joueurs dans le Palais des pionniers de Moscou dans les années 1930 et 1940, avec Jakov Estrine et Youri Averbakh. Pendant la Seconde Guerre mondiale, il fut mobilisé en janvier 1943, alors qu'il n'avait pas encore dix-huit ans et fut blessé en décembre de la même année.
Moïsseïev se qualifia pour  à trois finales du  championnat  d'URSS (en 1951, 1952 et 1970). En 1952, il remporta la demi-finale du championnat d'URSS  à Léningrad devant Mark Taïmanov et marqua plus de la moitié des points lors de la finale (10/18). Lors de ce championnat, il battit Geller, Simaguine, Konstantinopolski, Lipnitski et finit 7e-9e ex æquo avec David Bronstein et Vassily Smyslov. En 1954, il remporta le championnat du club Iskra à Riga en 1954 et participa à l'olympiade universitaire d'Oslo au deuxième échiquier et marqua 5,5 points sur 7  au deuxième échiquier (l'URSS finit deuxième de la compétition). En 1955, il marqua 8,5 points sur 10 lors du match Russie-Lettonie à Riga.
En 1967, Oleg Moïsseïev participa au tournoi d'échecs IBM à Amsterdam et finit cinquième avec 6 points sur 11 (+2 =9), devant Donner, Ghitescu et Pachmann. La même année, il remporta le championnat du club central de Moscou avec 9 points sur 13 (+5 =8) devant Igor Zaïtsev et se retira du championnat d'URSS à Kharkov en décembre 1967, après avoir marqua 2,5 points sur 6.
Dans les années 1970, Moïsseïev remporta les tournois internationaux de Moscou 1970 (tournoi du club central, ex æquo avec Anatoli Lein) et de Nałęczów 1979